# Liste der Bodendenkmale in Oderberg
Die Liste der Bodendenkmale in Oderberg enthält alle Bodendenkmale der brandenburgischen Gemeinde Oderberg und ihrer Ortsteile auf der Grundlage der Landesdenkmalliste vom 31. Dezember 2021.
Die Baudenkmale sind in der Liste der Baudenkmale in Oderberg aufgeführt.
| Gemarkung                           | Flur    | Kurzansprache | Bodendenkmalnummer | Bemerkung | Bild |
| ----------------------------------- | ------- | --- | ------------------ | --------- | ---- |
| Neuendorf (Lage)                    | 4       | Siedlung Urgeschichte | 40064              |           |      |
| Neuendorf (Lage)                    | 4       | Siedlung Bronzezeit, Siedlung Urgeschichte | 40313              |           |      |
| Neuendorf (Lage)                    | 1       | Siedlung Eisenzeit, Dorfkern Neuzeit, Siedlung Bronzezeit, Wüstung deutsches Mittelalter, Siedlung Neolithikum | 40323              |           |      |
| Neuendorf (Lage)                    | 1       | Siedlung Steinzeit | 40324              |           |      |
| Neuendorf (Lage)                    | 5       | Siedlung Bronzezeit, Gräberfeld Bronzezeit | 40325              |           |      |
| Neuendorf (Lage)                    | 5       | Näpfchenstein Urgeschichte | 40326              |           |      |
| Neuendorf (Lage)                    | 4       | Hügelgrab Urgeschichte | 40327              |           |      |
| Neuendorf, Serwest (Lage)           | 5, 7    | Siedlung slawisches Mittelalter | 40328              |           |      |
| Neuendorf, Serwest (Lage)           | 1       | Grenzmarkierung deutsches Mittelalter | 40329              |           |      |
| Neuendorf (Lage)                    | 5       | Siedlung Neolithikum | 40330              |           |      |
| Neuendorf (Lage)                    | 4, 5    | Siedlung Bronzezeit | 40331              |           |      |
| Neuendorf (Lage)                    | 4       | Siedlung slawisches Mittelalter | 40332              |           |      |
| Neuendorf (Lage)                    | 3       | Hügelgräberfeld Urgeschichte, Befestigung deutsches Mittelalter, Weg deutsches Mittelalter | 40355              |           |      |
| Neuendorf (Lage)                    | 3       | Gräberfeld römische Kaiserzeit | 40360              |           |      |
| Neuendorf (Lage)                    | 4       | Siedlung Eisenzeit, Gräberfeld Eisenzeit, Grenzmarkierung Neuzeit, Gräberfeld Bronzezeit, Siedlung Bronzezeit | 40368              |           |      |
| Neuendorf (Lage)                    | 3       | Wüstung deutsches Mittelalter, Siedlung Bronzezeit | 40376              |           |      |
| Neuendorf (Lage)                    | 1       | Siedlung Bronzezeit | 40486              |           |      |
| Neuendorf (Lage)                    | 3       | Siedlung Steinzeit | 40494              |           |      |
| Neuendorf, Parstein, Serwest (Lage) | 5, 3, 7 | Siedlung slawisches Mittelalter | 40346              |           |      |
| Oderberg (Lage)                     | 1, 8    | Festung Neuzeit, Brücke deutsches Mittelalter, Einzelfund Bronzezeit, Siedlung slawisches Mittelalter, Siedlung Neuzeit, Siedlung deutsches Mittelalter, Friedhof Neuzeit, Brücke Neuzeit, Einzelfund römische Kaiserzeit, Burg deutsches Mittelalter, Burgwall slawisches Mittelalter | 40347              |           |      |
| Oderberg (Lage)                     | 4, 5    | Friedhof Neuzeit, Kultstätte Urgeschichte, Siedlung Eisenzeit, Siedlung Neolithikum, Siedlung Bronzezeit | 40348              |           |      |
| Liepe, Neuendorf (Lage)             | 9       | Gräberfeld Bronzezeit | 40349              |           |      |
| Oderberg (Lage)                     | 1       | Burgwall slawisches Mittelalter, Burg deutsches Mittelalter, Befestigung Mittelalter, Weg Mittelalter | 40350              |           |      |
| Neuendorf, Oderberg (Lage)          | 3, 9    | Siedlung slawisches Mittelalter, Einzelfund Ur- und Frühgeschichte | 40351              |           |      |
| Oderberg (Lage)                     | 6       | Rast- und Werkplatz Mesolithikum, Einzelfund Eisenzeit, Siedlung Neolithikum | 40352              |           |      |
| Oderberg (Lage)                     | 4       | Siedlung Bronzezeit, Gräberfeld Eisenzeit, Siedlung Neolithikum, Siedlung Eisenzeit, Gräberfeld Neolithikum, Gräberfeld römische Kaiserzeit, Gräberfeld Bronzezeit | 40353              |           |      |
| Oderberg (Lage)                     | 6       | Siedlung Eisenzeit, Siedlung Bronzezeit | 40354              |           |      |
| Oderberg (Lage)                     | 1       | Gräberfeld deutsches Mittelalter, Mühle Neuzeit | 40356              |           |      |
| Oderberg (Lage)                     | 3, 4, 5 | Einzelfund deutsches Mittelalter, Siedlung Urgeschichte, Friedhof Neuzeit | 40357              |           |      |
| Oderberg (Lage)                     | 3       | Gerichtsstätte Neuzeit, Gerichtsstätte deutsches Mittelalter | 40358              |           |      |
| Oderberg (Lage)                     | 1, 3, 8 | Altstadt Neuzeit, Siedlung slawisches Mittelalter, Siedlung Bronzezeit, Mühle deutsches Mittelalter, Altstadt deutsches Mittelalter, Siedlung römische Kaiserzeit, Siedlung Eisenzeit, Mühle Neuzeit, Weg Neuzeit                                                                      | 40359              |           |      |
| Oderberg (Lage)                     | 5, 4    | Einzelfund Neuzeit, Einzelfund deutsches Mittelalter, Siedlung Bronzezeit, Siedlung Eisenzeit | 40361              |           |      |
| Oderberg (Lage)                     | 1, 2    | Einzelfund deutsches Mittelalter, Gräberfeld Bronzezeit, Einzelfund slawisches Mittelalter, Einzelfund Neolithikum | 40362              |           |      |
| Oderberg (Lage)                     | 2       | Grab Neuzeit | 40363              |           |      |
| Oderberg (Lage)                     | 3       | Siedlung Neolithikum, Gräberfeld Ur- und Frühgeschichte | 40364              |           |      |
| Oderberg (Lage)                     | 1       | Einzelfund deutsches Mittelalter, Gräberfeld slawisches Mittelalter | 40365              |           |      |
| Oderberg (Lage)                     | 5       | Einzelfund slawisches Mittelalter, Siedlung Bronzezeit, Siedlung römische Kaiserzeit, Einzelfund deutsches Mittelalter, Siedlung Eisenzeit | 40366              |           |      |
| Oderberg (Lage)                     | 1, 8, 9 | Siedlung deutsches Mittelalter, Siedlung slawisches Mittelalter | 40369              |           |      |
| Oderberg (Lage)                     | 2       | Siedlung Urgeschichte, Einzelfund deutsches Mittelalter, Einzelfund slawisches Mittelalter, Siedlung Bronzezeit | 40370              |           |      |
| Oderberg (Lage)                     | 3       | Siedlung deutsches Mittelalter | 40371              |           |      |
| Oderberg (Lage)                     | 2       | Siedlung Urgeschichte, Siedlung Bronzezeit | 40372              |           |      |
| Oderberg (Lage)                     | 5       | Näpfchenstein Urgeschichte | 40373              |           |      |
| Oderberg (Lage)                     | 3       | Einzelfund Neuzeit, Weg Neuzeit | 40374              |           |      |
| Oderberg (Lage)                     | 8       | Schanze Neuzeit | 40375              |           |      |
| Oderberg (Lage)                     | 5, 6    | Siedlung Bronzezeit, Siedlung Urgeschichte | 40377              |           |      |